# اتل کین
هایدن سایلس آنهدونیا (به انگلیسی: Hayden Silas Anhedönia؛ زادهٔ ۲۴ مارس ۱۹۹۸) که به‌طور حرفه‌ای با نام اتل کین (به انگلیسی: Ethel Cain) شناخته می‌شود، خواننده-ترانه‌پرداز، تهیه‌کنندهٔ موسیقی و مدل می‌باشد. موسیقی کین الهام‌بخش از موسیقی مسیحی و سرودهای گریگوری می‌باشد و از لحاظ شعری بر مضامین نوستالژیک و گوتیک جنوبی احاطه شده‌اند و با ژانرهای امبینت، ایندی راک، فولک همراه هستند.
او یک زن ترنس است. 
کین در سال ۲۰۲۲ نخستین آلبوم استودیویی خود را تحت عنوان دختر واعظ منتشر کرد که با تحسین گسترده از سوی منتقدان موسیقی مواجه شد— بیشتر آن‌ها این آلبوم را بهترین آلبوم سال نامیدند. وی پس از انتشار این آلبوم به‌صورت آنلاین هواداران سرسخت به‌دست آورد. 

## اوایل زندگی
کین در تاریخ ۲۴ مارس سال ۱۹۹۴ در تالاهاسی، فلوریدا چشم بر جهان گشود و در پری بزرگ شد و بزرگ‌ترین فرزند یک خانوادهٔ باپتیست جنوبی با چهار فرزند می‌باشد. پدر وی شماس بود و مادرش مثل مادر خودش، از جوانی در گروهٔ کر کلیسا شرکت می‌کرد. کین در ۸ سالگی شروع به یادگیری پیانو کلاسیکال با تأثیرات موسیقی از انواع موسیقی مسیحی کرد. کین می‌گوید کلیسا اولین باری بود که وی با موسیقی مواجه شده بوده: «کلی زندگی من و تمام مدت و همیشه همیشه موسیقی و آواز خواندن بود» کین در ۱۶ سالگی کلیسا را ترک کرد. وی تمام عمر در خانه آموزش می‌دید.

## زندگی شخصی

### تمایلات جنسی و هویت
آنهدونیا در ۱۲ سالگی به خانواده‌اش اعلام کرد که گی است و در بیستمین سالگرد تولدش به‌صورت عمومی به‌عنوان زن ترنس معرفی شد. او در این باره گفت: «با بزرگ‌تر شدن، متوجه شدم گزینه‌های دیگری هم وجود دارد.» او با یادآوری این موضوع اظهار داشت: «برای همه روشن بود که من با دیگران فرق دارم. وقتی شروع به رشد کردم، به‌عنوان یک زن تراجنسیتی خودم را پیدا کردم. ما خانواده‌ای از هم پاشیده بودیم—من در مقابل کل شهرم بودم.» او بعدها خود را زنی دوجنس‌گرا (بایسکشوال) معرفی کرد.

او به اوتیسم مبتلاست و در بزرگسالی این را تشخیص داد. دربارهٔ تأثیر اوتیسم بر هنرش، او بیان کرده است: 
من اوتیسمی هستم و این باعث می‌شود تمام حس‌هایم تقویت شوند. [...] فکر می‌کنم به همین دلیل است که در رسانه‌های مختلف فعالیت دارم، چون هیچ‌وقت فقط یک حس درگیر نیست. موسیقی فقط چیزی نیست که گوش کنید، فیلم فقط چیزی نیست که تماشا کنید. همه این‌ها حس‌های مختلفی را درگیر می‌کنند. وقتی موسیقی تولید می‌کنم، گاهی واقعاً احساس می‌کنم می‌توانم آن را ببینم. چشمانم را می‌بندم و تصور می‌کنم که بیس زمین است، سینتی‌سایزرها در کنارتان بالا می‌روند و وکال‌ها در آسمان، درست در مرکز قرار دارند. چشمانم را می‌بندم و صدا را اطرافم تصور می‌کنم—این‌گونه میکس می‌کنم.»

### باورهای مذهبی
آنهدونیا در مصاحبه‌ای در سال ۲۰۲۱ دربارهٔ تربیت مذهبی‌اش گفت که همچنان خود را باپتیست جنوبی می‌داند: «چه بخواهم چه نخواهم، خدا همیشه بخش بزرگی از زندگی‌ام بوده و خواهد بود. چه به‌عنوان یک شخصیت آرامش‌بخش و چه به‌عنوان یک تهدید، همیشه اطرافم بوده است. نمی‌توان از آن فرار کرد. ترجیح می‌دهم با آن کنار بیایم تا اینکه بگویم 'کلیسا به درک!'»
در مصاحبه‌ای با رولینگ استون در اوت ۲۰۲۳، او اعلام کرد که تمام خانواده‌اش از کلیسا فاصله گرفته‌اند، هرچند به‌نحوی هنوز مذهبی هستند. او در پستی در تامبلر در سال ۲۰۲۲ توضیح داد که خود را مسیحی نمی‌داند و به دین اهمیتی نمی‌دهد، اما همچنان به ارزش‌هایی که با آن‌ها بزرگ شده، مانند مهربانی، بخشندگی و دوست داشتن همسایه، پایبند است.

### دیدگاه‌های سیاسی
متن ترانه «نوجوان آمریکایی» (American Teenager) احساسات ضد جنگ، ناامیدی سیاسی و مذهبی و انتقاد از فرهنگ اسلحه در آمریکا را بیان می‌کند. این ترانه در فهرست آهنگ‌های موردعلاقه باراک اوباما، رئیس‌جمهور پیشین آمریکا، در سال ۲۰۲۲ قرار گرفت که باعث تعجب آنهدونیا شد، زیرا او این ترانه را «آهنگ پاپ جعلی ضدجنگ و ضدمیهن‌پرستی» توصیف کرد.
در ۱۴ فوریه ۲۰۲۴، او آهنگی با عنوان «من النهر» (به عربی به معنای «از رود») در ساندکلاد منتشر کرد که اشاره‌ای به شعار ملی‌گرایی فلسطینی «از نهر تا بحر» دارد. او از جو بایدن و دونالد ترامپ، رؤسای جمهور آمریکا، ابراز نارضایتی کرده و از لوئیجی منجیونی، مظنون به قتل برایان تامپسون، مدیرعامل یونایتد یونایتدهلت گروپ، حمایت کرده است.

### انتقاد از پست‌های قدیمی در شبکه‌های اجتماعی
در ۶ ژوئیه ۲۰۲۵، پست‌های قدیمی آنهدونیا از سال‌های ۲۰۱۷ و ۲۰۱۸ در شبکه‌های اجتماعی دوباره منتشر شد. این پست‌ها شامل استفاده از توهین‌های نژادی، پاسخ «دیوار بسازید!» به پستی که به تمسخر اسپانیایی‌تبارها پرداخته بود، شوخی دربارهٔ تجاوز جنسی، استفاده از زبان انگ اجتماعی چاقی و بیگانه‌هراسی و توصیف افرادی که از ضمایر خاصی استفاده می‌کنند به‌عنوان «جویای توجه» بود. همچنین عکسی از او با تی‌شرتی با نوشته «زنای با محارم را قانونی کنید» و ادعاهایی مبنی بر ترسیم پورنوگرافی کودکان منتشر شد.
در ۹ ژوئیه، آنهدونیا پاسخی ۲٫۰۰۰ کلمه‌ای به این جنجال‌ها منتشر کرد و گفت: «آن حساب من بود و آن کلمات از من بودند. ۱۹ ساله بودم و کاملاً آگاه بودم که چه می‌گویم و به همین دلیل آن‌ها را گفتم.» او افزود که هر احساسی که مخاطبان دربارهٔ او داشته باشند، معتبر است. او برای همه چیز عذرخواهی نکرد و توضیح داد که نقاشی‌هایش از شخصیت‌هایی بالای ۱۸ سال بوده و در زمان ترسیم آن‌ها خود قربانی تجاوز بوده است. او همچنین از اتهاماتی مانند «آزار جنسی حیوانات» (مربوط به عکسی از او بدون لباس با سگ) و «فِتیش‌سازی تجربه زنانه» عذرخواهی نکرد و گفت که زنان سیس تنها قربانیان تجاوز جنسی نیستند. او ادعاهایی دربارهٔ «فِتیش‌سازی ربودن و قتل کودک» را که به آلبوم دختر واعظ مرتبط بود، «بسیار ناپسند» خواند. او در پایان تأکید کرد که نه خالق پورنوگرافی کودکان است، نه میل جنسی به کودکان، نه حیوان‌خواهی و نه «معتاد به پورن با فتیش زنای با محارم» و این اتهامات را کارزار لکه‌دار کردن تراجنسیتی‌ستیزانه یا هدفمند توصیف کرد.